# 자말 오타르술타노프
자말 술타노비치 오타르술타노프(러시아어: Джама́л Султа́нович Отарсулта́нов, 1987년 4월 14일~)는 러시아의 전직 레슬링 선수이다. 2012년 하계 올림픽에서 남자 자유형 밴텀급 금메달을 획득했으며 유럽 선수권 대회에서 금메달 3개, 동메달 1개를 획득했다.